# Buznea
Buznea – wieś w Rumunii, w okręgu Jassy, w gminie Ion Neculce. W 2011 roku liczyła 1843 mieszkańców.